# Marnie McBean
Marnie Elizabeth McBean (Vancouver, 28 gennaio 1968) è un'ex canottiera canadese.

## Palmarès

### Olimpiadi
- 4 medaglie:
  - 3 ori (Barcellona 1992 nel due di coppia; Barcellona 1992 nell'otto; Atlanta 1996 nel due senza)
  - 1 bronzo (Atlanta 1996 nel quattro senza)

### Giochi panamericani
- 1 medaglia:
  - 1 oro (Winnipeg 1999 nel singolo)